# Schloss Le Luart

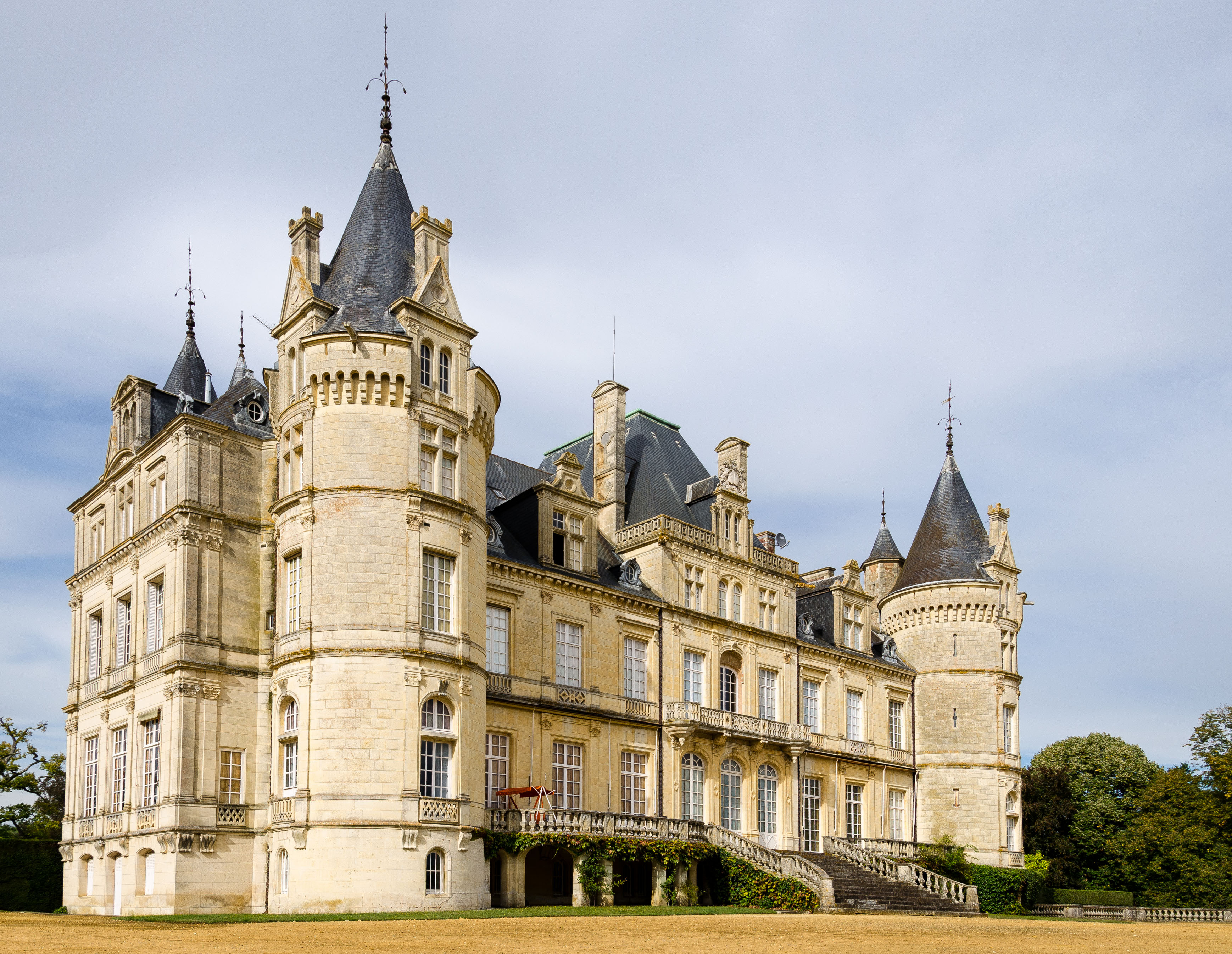
Hauptschloss, Ansicht von Südwesten

Das Schloss le Luart (französisch Château du Luart) ist ein historistisches Schloss aus dem 19. Jahrhundert, das in der französischen Gemeinde Le Luart (Département Sarthe) in der Region Pays de la Loire zu finden ist. Seit dem 24. April 1989 steht es einschließlich seiner Nebengebäude als Monument historique unter Denkmalschutz. Es wird privat bewohnt und kann deshalb nicht besichtigt werden. Eine Ausnahme bilden die European Heritage Days (französisch Journées Européennes du Patrimoine), an dem der Eigentümer zu Führungen rund um das Schloss einlädt.

## Geschichte
Die Seigneurie Le Luart kam im Jahr 1235 in den Besitz der Familie Le Gras (auch Legras geschrieben), die bis in die heutige Zeit Eigentümerin ist. Bis in das 17. Jahrhundert hieß die Herrschaft allerdings Le Pin und erhielt erst dann ihren heutigen Namen. Im Januar 1726 wurde Le Luart für François V. Le Gras zum Marquisat erhoben.
Zwischen 1840 und 1848 ließ der damalige Marquis de Luart, Roland Marie Le Gras, nach Entwürfen des Architekten Pierre Félix Delarue zwei Schlösser für seine beiden Söhne errichten. Der jüngere, Philippe, erhielt das Schloss La Pierre-en-Sarthe, während für den älteren Sohn Louis Georges Roland das Schloss Le Luart bestimmt war. Bei dessen Bau wurde das alte Schloss der Familie in Le Luart zerstört. Nur ein Taubenturm blieb übrig, der zu einer Schlosskapelle umgestaltet wurde.
Am 13. Februar 1914 wurde die Vorburg durch ein Feuer zum Teil zerstört, nach dem Unglück aber wieder aufgebaut. Derzeitiger Schlossherr ist der ehemalige Senator Roland de Luart, der Ururur-Enkel des einstigen Bauherrn Roland Marie Le Gras.

## Beschreibung

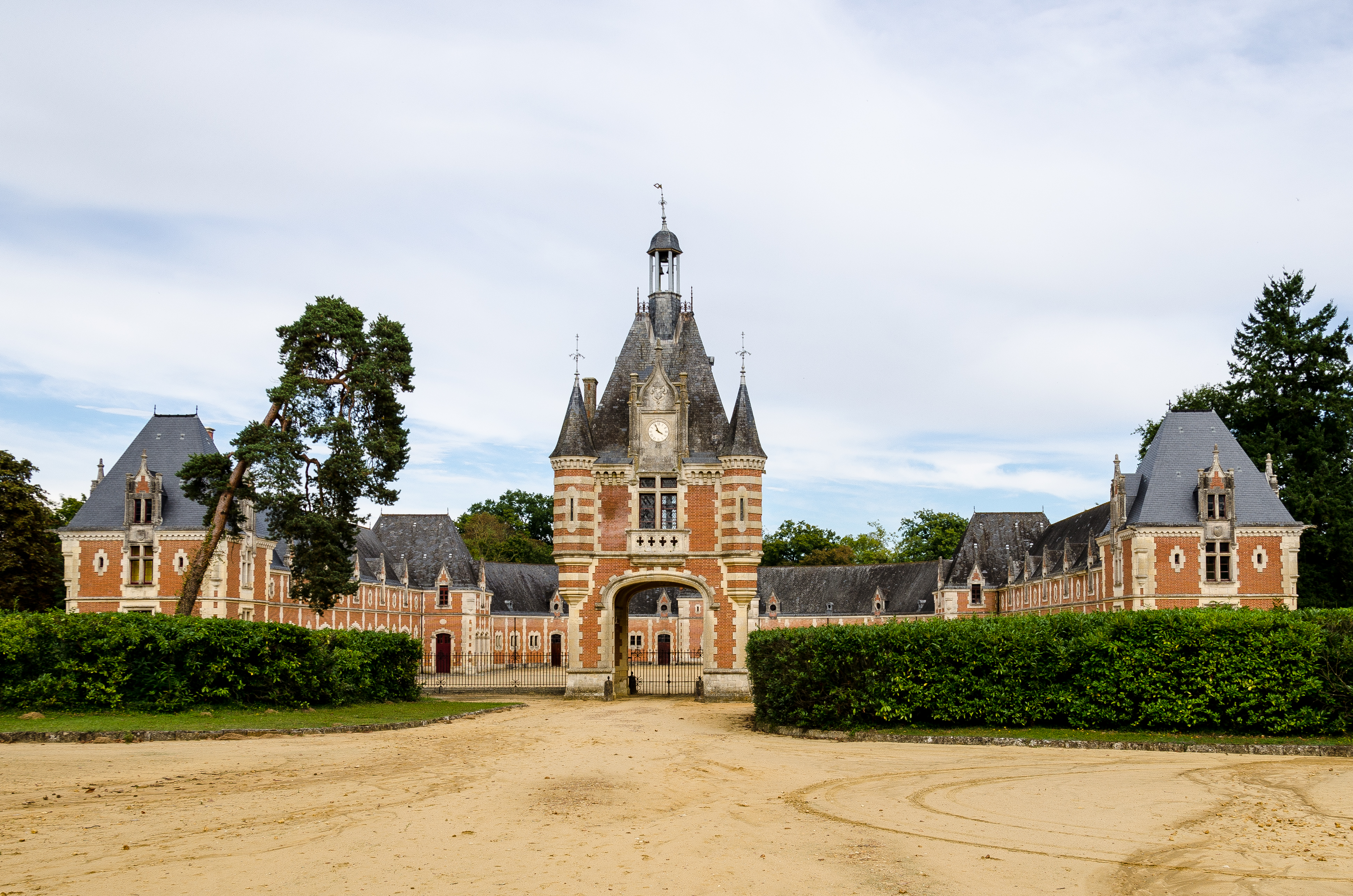
Vorburg

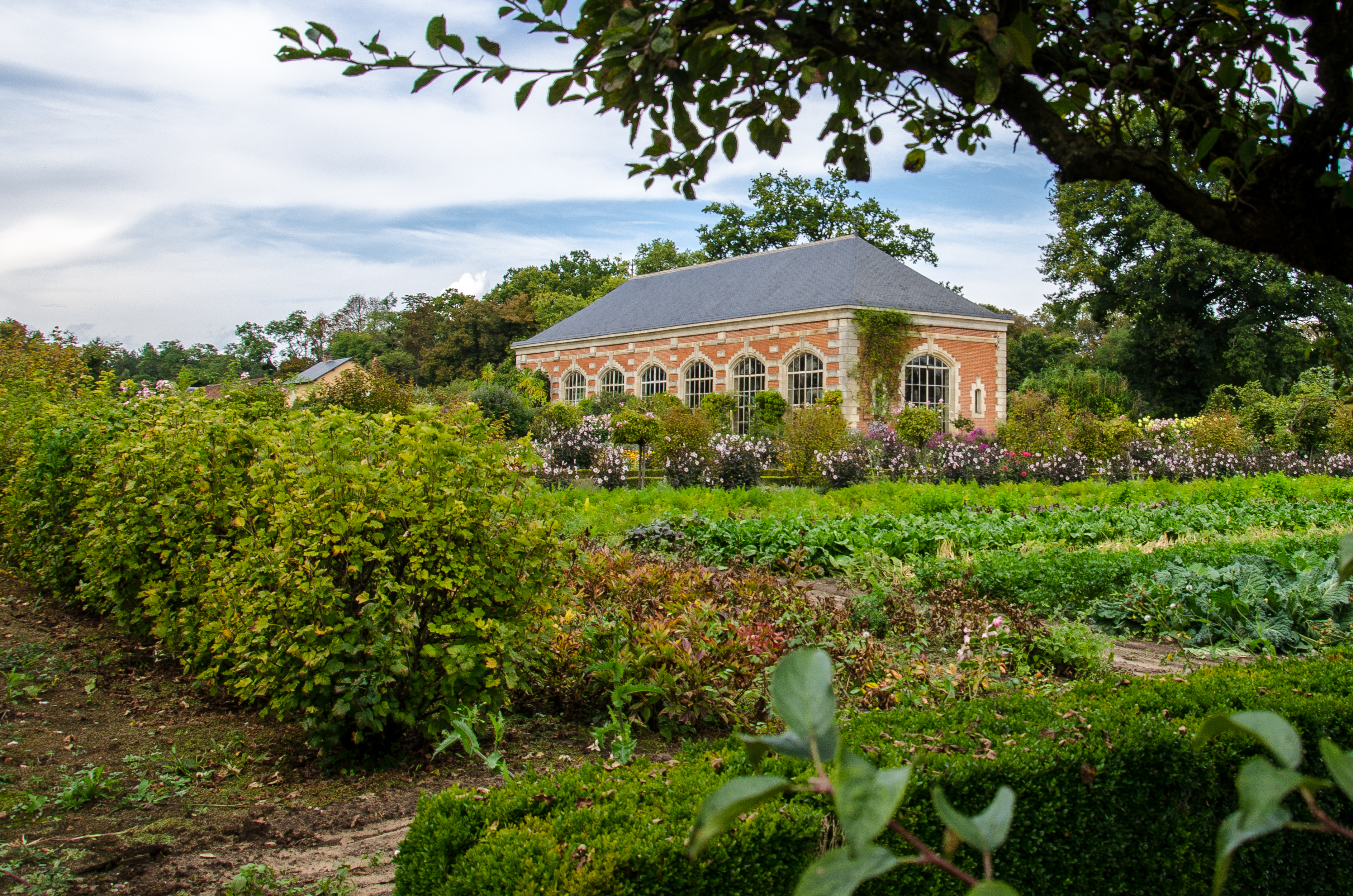
Orangerie

Die Schlossanlage besteht aus dem Hauptschloss, einer nordöstlich davon gelegenen Vorburg mit Ställen, einer Orangerie, einem Bauernhof, der früher die Versorgung der Schlossbewohner sicherte, und einer Schlosskapelle, die inmitten des Schlossparks in steht. Dieser ist als Landschaftsgarten gestaltet, ist 45,6 Hektar groß und steht seit dem 28. Oktober 1943 als Site classé unter besonderem Schutz. Die Bäume entlang seiner Alleen zeichnen sich nicht nur durch ihre Größe, sondern auch durch ihr hohes Alter aus. Außerdem stehen im Park diverse Solitärbäume, die sehr selten sind.
Die Kapelle wurde im 19. Jahrhundert im ehemaligen Taubenturm in der Nähe des Schlossteichs eingerichtet. In ihrem Inneren steht die Kopie eines Grabmals für sechs Angehörige der Familie Le Gras, unter anderem für den Dichter Robert Garnier, dessen Tochter Diane 1556 François I. Le Gras geheiratet hatte. Das Originalgrab befand sich in der Klosterkirche der Minoriten in Le Mans, wurde aber während der Französischen Revolution zerstört.
Das Hauptschloss ist ein viereckiger Bau mit hohem Sockelgeschoss und zwei Obergeschossen. An allen vier Ecken stehen Rundtürme, die von hohen Kegeldächern abgeschlossen sind und imitierte Maschikulis besitzen. Die Fassade des Gebäudes ist klassizistisch strukturiert, zeigt aber mit den Konsolen der Balkone und den Maschikulis sowie mit den von Pilastern umgebenen Fenstern und den Lukarnen im Dachgeschoss auch Elemente im Stil der Neugotik und der Neorenaissance. Die Mittelachse des Hauptschlosses ist durch einen dreiachsigen Risaliten besonders betont, zu dem eine breite Freitreppe hinaufführt. Sein Dach imitiert einen Pavillonbau.
Nordöstlich des Schlosses liegt die Vorburg der Anlage. Sie besitzt eine Hufeisenform und nahm früher Stallungen für 24 Pferde sowie Hundemeuten für die Parforcejagd auf. Die offene Seite des Hufeisens ist wie bei einem Ehrenhof durch ein Gitter abgeschlossen, in dessen Mitte ein Torbau steht. Östlich der Vorburg befindet sich – angrenzend an den Nutzgarten – die 1866 bis 1869 erbaute, siebenachsige Orangerie mit Walmdach.